# Coates (Nottinghamshire)
Coates – osada w Anglii, w hrabstwie Nottinghamshire, w dystrykcie Bassetlaw. Leży 48 km na północny wschód od miasta Nottingham i 206 km na północ od Londynu.